# ナミビア航空
ナミビア航空（ナミビアこうくう、英語: Air Namibia）は、ナミビアの首都ウィントフックにあるウィンドフック・ホセア・クタコ国際空港本拠地としていた国営航空会社で、同国のフラッグ・キャリアであった。2021年2月11日をもって運航停止した。

## 歴史
- 1946年、サウスウエスト・エア・トランスポートとして設立された。
- 1948年、運航を開始。
- 1950年、南アフリカ航空のフィーダーサービスを開始した。
- 1959年後半、国際航空運送協会（IATA）に加盟[1]。
- 1962年12月、セスナ205を導入。
- 1978年12月1日、スイドウェス航空と合併。
- 1982年、南西アフリカ政府が大株主となった。
- 1989年8月6日、初のジェット機として南アフリカ航空からボーイング737-200をリース導入し、ヨハネスブルグ線に投入した[2]。
- 1991年10月に現在のナミビア航空に名称を変更した。
- 1991年、初のヨーロッパ路線として、ボーイング747SPを使用してフランクフルトに就航した。
- 1992年にはロンドンにも就航した。
- 1994年4月、ボーイング747-400コンビを導入し、ヨーロッパ線に投入した。
- 2004年以降、マクドネル・ダグラス MD-11が導入した。
- 2011年2月、エンブラエルERJ-135を導入。
- 2011年10月にはエアバスA319を導入。
- 2012年7月、エアバスA340-300の置き換えのため、エアバスA330-200型機2機のリース契約を締結した。
- 2017年3月、国際民間航空機関による認証を完了し、EU加盟国への就航を許可された。
- 2017年4月、米国運輸省から米国への飛行許可を獲得した。
- 2020年7月8日、財政問題と安全上の懸念を理由に、運航を停止した。創立以来、赤字が積み重なっており、負債が巨大化していた。
- 2021年2月11日には、ナミビア政府が、巨大な負債を理由に、会社の即時閉鎖と清算を発表した。
- 2021年10月下旬、南アフリカの航空会社が32億ナミビアドルで同航空会社を買収した。

## 就航都市
(2015年4月現在)

### 国内線
- ウィントフック（ウィンドフック・ホセア・クタコ国際空港・エロス空港） ※ハブ空港
- カティマ・ムリロ（カティマ・ムリロ空港）
- リュデリッツ（リュデリッツ空港）
- オンダングワ（オンダングワ空港）
- オラニエムント（オラニエムント空港）
- ルンドゥ（ルンドゥ空港）
- ウォルビスベイ（ウォルビスベイ空港）

### アフリカ
- ボツワナ
  - ハボローネ
  - マウン（マウン空港）
- アンゴラ
  - ルアンダ（クアトロ・デ・フェベレイロ空港）
- 南アフリカ共和国
  - ケープタウン（ケープタウン国際空港）
  - ヨハネスブルグ（O・R・タンボ国際空港）
- ザンビア
  - ルサカ（ルサカ国際空港）
- ジンバブエ
  - ハラレ（ハラレ国際空港）
  - ヴィクトリア・フォールズ（ヴィクトリアフォールズ空港）

### ヨーロッパ
- ドイツ
  - フランクフルト（フランクフルト空港）

## 運航機材

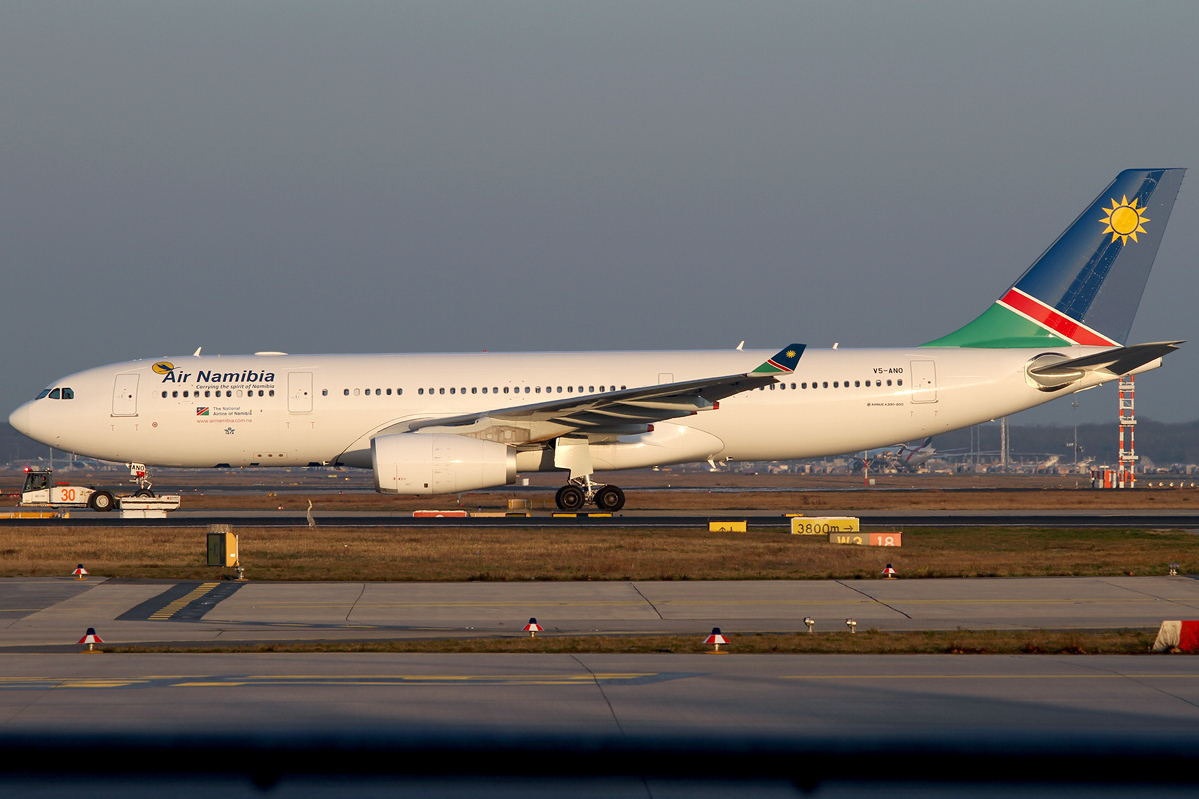
A330-200

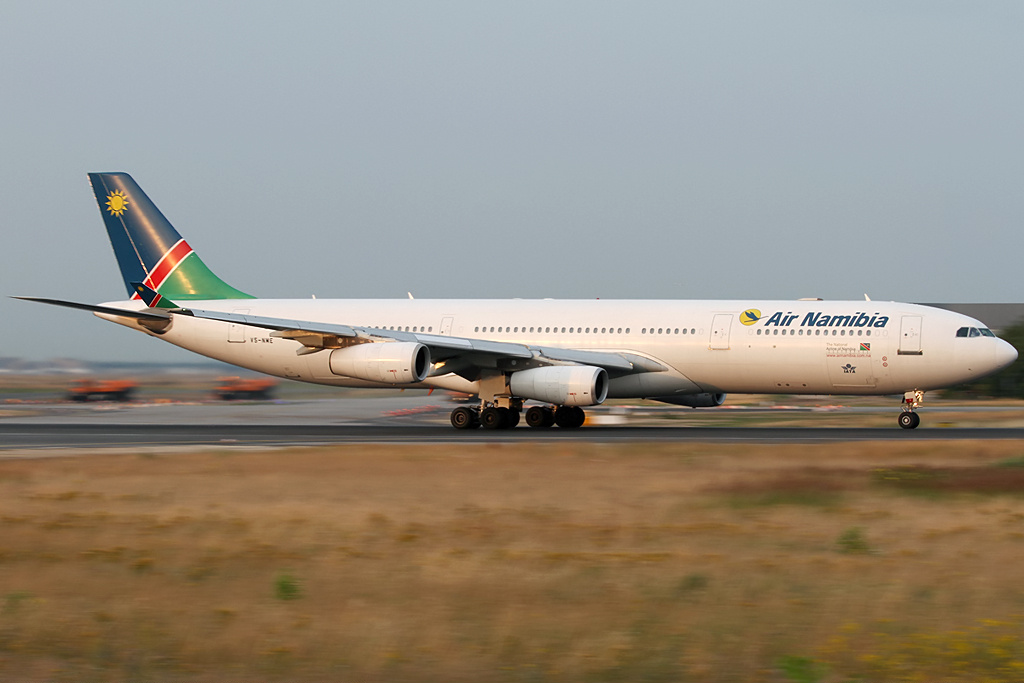
A340-300

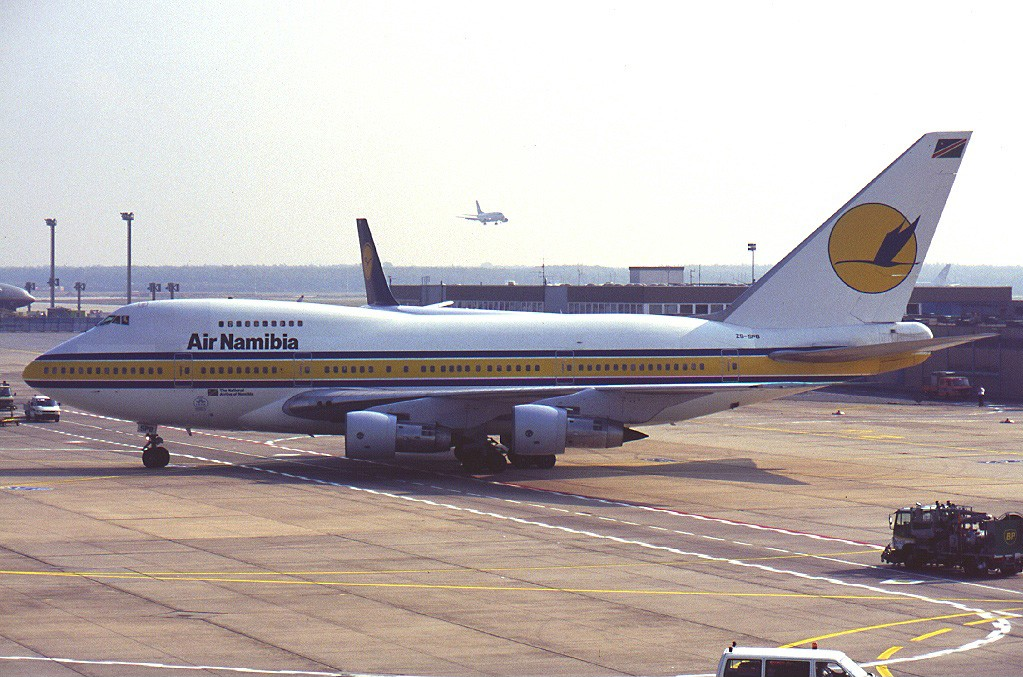
ボーイング747-SP

### 過去
- エアバスA340
- ビーチクラフト 1900
- ボーイング737
- ボーイング747-SP
- ボーイング747-300
- ボーイング747-400コンビ
- マクドネル・ダグラス MD-11